# Fire (software)
Fire (voorheen voor OPENSTEP) was de eerste instant-messagingcliënt voor Mac OS X welke toegang kon verkrijgen tot IRC, Jabber, AIM, ICQ, MSN, Yahoo! Messenger en Bonjour. Alle services waren gebouwd op bibliotheken die onder de GPL zijn uitgebracht, waaronder firetalk, libfaim, libicq2000, libmsn, Jabber en libyahoo2.
Op 23 februari 2007 werd aangekondigd dat er geen verdere versies van Fire uitgegeven gingen worden. De officiële Fire-website legde uit dat er verschillende redenen waren, waarvan de grootste het verlies van ontwikkelaars, gevolgd door het feit dat de meeste componentbibliotheken gebruikt door Fire niet meer actief ontwikkeld werden. Twee Fire-ontwikkelaars hebben zich bij het Adium-team gevoegd en hebben een overgangspad geschreven voor gebruikers om van Fire naar Adium over te stappen. De aankondiging zegt ook om Adium te gebruiken voor verdere IM-benodigdheden.